# Abadia de Corbie
L'abadia de Corbie és un monestir benedictí situat a Corbie.
Va ser fundada el 657 per Clotari III i santa Batilde i fou l'origen de l'abadia de Corvey a Alemanya. El comtat es va establir al segle vii i el títol el van portar els abats. Adelaida Capet, filla de Robert II de França el Pietós, fou nomenada comtessa de Corbie i va aportar dominis senyorials del comtat a la regió flamenca al seu marit el comte Balduí V de Flandes; Adelaida o Adela va morir el 8 de gener de 1079. El vescomtat existia cap a l'any 1000. Cap al 1042 era vescomte Dreux, senyor de Boves (Somme) i Coucy, però el 1070 va ser ocupat per Gauthier III comte d'Amiens i Vexin. Aquest el va cedir a la corona el 1074 però va compensar a Enguerrand, fill de Dreux, amb la cessió de l'usdefruit del comtat d'Amiens. Enguerrand va arribar a una transacció amb l'abadia el 23 de febrer de 1079 que tenia els drets feudals del vescomtat, potser quan el seu pare Dreux, ja era mort (va morir entre 1076 i 1082)
L'origen de l'escriptura carolíngia (també anomenada minúscula o miniatura carolina) té l'origen en la Bíblia de Maurdramne de l'abadia de Corbie tot i que hi ha altres teories que sostenen que el seu origen no té un punt o lloc concret i que és el resultat d'un ampli moviment cultural com és el Renaixement carolingi.